# Staatliches Museum Schwerin
Il Staatliches Museum Schwerin (chiamato anche State Museum Schwerin) è una galleria d'arte e un museo situato a Schwerin in Germania. Fu fondato da Federico Francesco II, [Granduca di Meclemburgo-Schwerin nel 1882.
È noto a livello nazionale per le sue collezioni medievali, tra cui la Neustädt Altarpiece, e olandesi e fiamminghe del XVII secolo. Possiede anche importanti collezioni di porcellane Fürstenberg. Con 90 opere di Marcel Duchamp, lo Staatliches Museum Schwerin possiede una delle collezioni più significative dell'artista franco-americano. Il museo fa parte del Konferenz Nationaler Kultureinrichtungen, un'unione di più di venti istituzioni culturali nell'ex Germania dell'Est.